# Mercerie
La Mercerie ( Marzarie en veneciano) es un conjunto de calles que conforman la principal arteria comercial de la ciudad de Venecia.  Está ubicada en el sestiere (distrito) de San Marco y conecta la Plaza de San Marcos a la zona de Rialto.
La Mercerie toma diferentes nombres en función de la zona del recorrido, así andando desde la Plaza de San Marcos hacia Rialto se subdivide en:

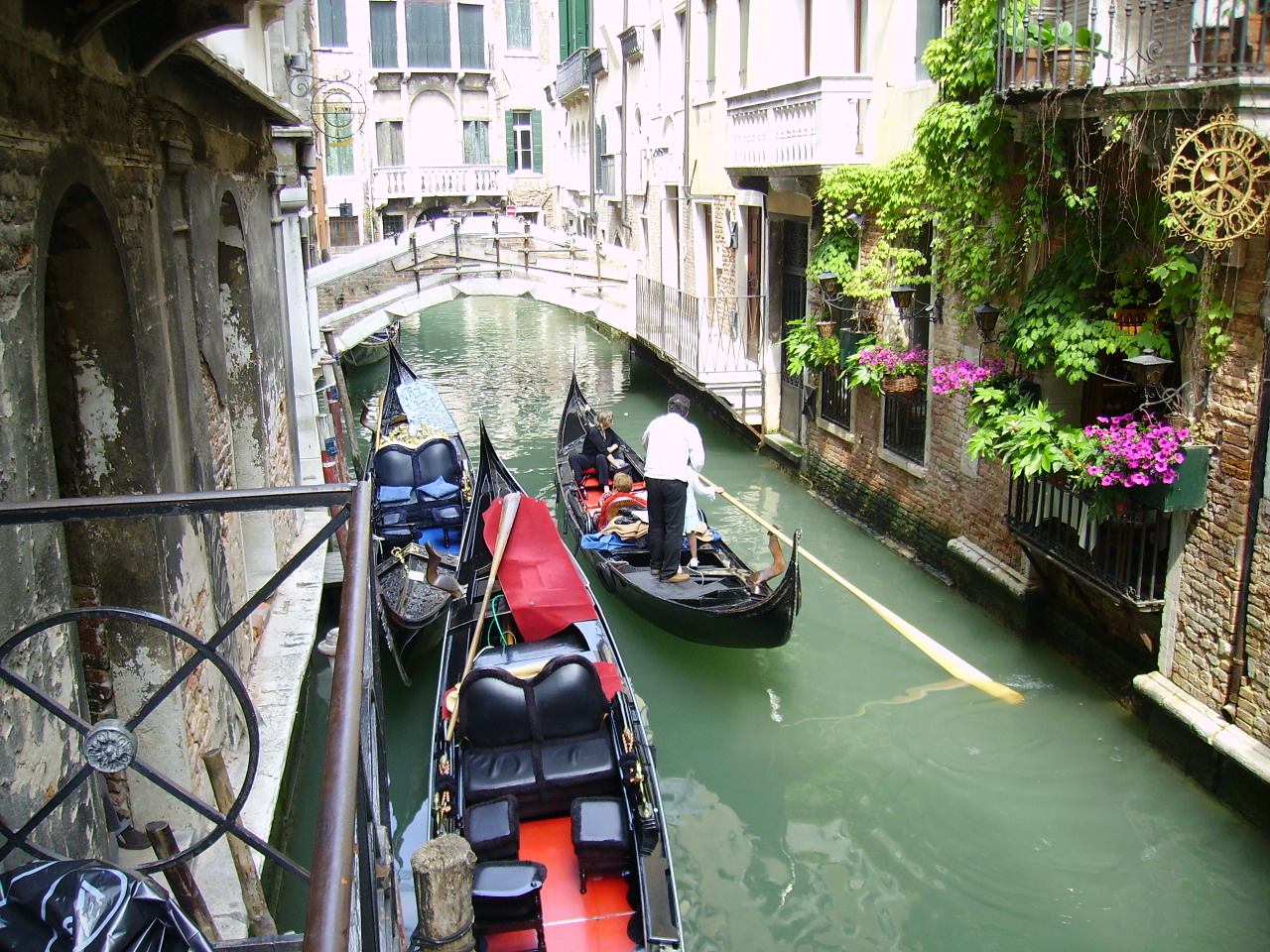
Vista desde el puente de los Bareteri

- Mercerie dell'Orologio (Mercerie del reloj), desde la Torre dell'Orologio (45°26′5″N 12°20′20″E / 45.43472, 12.33889 ) hasta el campo de San Zulian (45°26′8″N 12°20′18″E / 45.43556, 12.33833);
- Mercerie de San Zulian, desde el  Campo San Zulian , hasta el puente de los Baretèri - de los sombrereros (45°26′9″N 12°20′15″E / 45.43583, 12.33750 );
- Mercerie del Capitello, desde el Ponte dei Baretèri hasta la recta final que desemboca en el campo de San Salvador 45°26′12″N 12°20′10″E / 45.43667, 12.33611
- la Mercerie de San Salvador que se asienta en el Campo San Salvador, cerca del puente de Rialto.

Las Mercerie son el núcleo de los negocios de la ciudad de la laguna, desde los primeros días de la República de Venecia , cuando se podían comprar objetos de valor llegados al puerto desde lejanos mercados. Durante un tiempo los negocios de venta de telas y tejidos preciosos permanecían abiertos durante toda la noche. A lo largo de la ruta de la Mercerie y zonas limítrofes, las plantas bajas de todos los edificios a ambos lados de la calle, están ocupadas casi exclusivamente por tiendas que se suceden una tras otra.
En la actualidad, las tiendas de la Mercerie son negocios de lujo: en particular, abundan las joyerías, peleterías, zapaterías, ropa , sombreros, guantes y arte en vidrio con la producción de Murano .
El recorrido atraviesa el centro de Venecia y está lleno de detalles artísticos. Así por ejemplo, al comienzo de la Mercerie dell'Orologio se puede observar a la altura del primer piso, un pequeño bajorrelieve de una mujer que deja caer de su mano un mortero. La imagen recuerda el episodio del fallido levantamiento dirigido por Bajamonte Tiepolo , que se produjo en 1310. Los rebeldes se dirigían hacia la Plaza de San Marcos para atacar el Palacio Ducal , cuando a una mujer que presenciaba la escena desde la ventana de su casa, se le resbaló de la mano el mortero de piedra con el que trabajaba. El pesado objeto golpeó en la cabeza del líder de los insurgentes, matándole al instante y provocando el final de los disturbios. La Signoria della Repubblica decretó la exención de pago de impuestos a perpetuidad para la mujer, en gratitud por abortar el peligro.

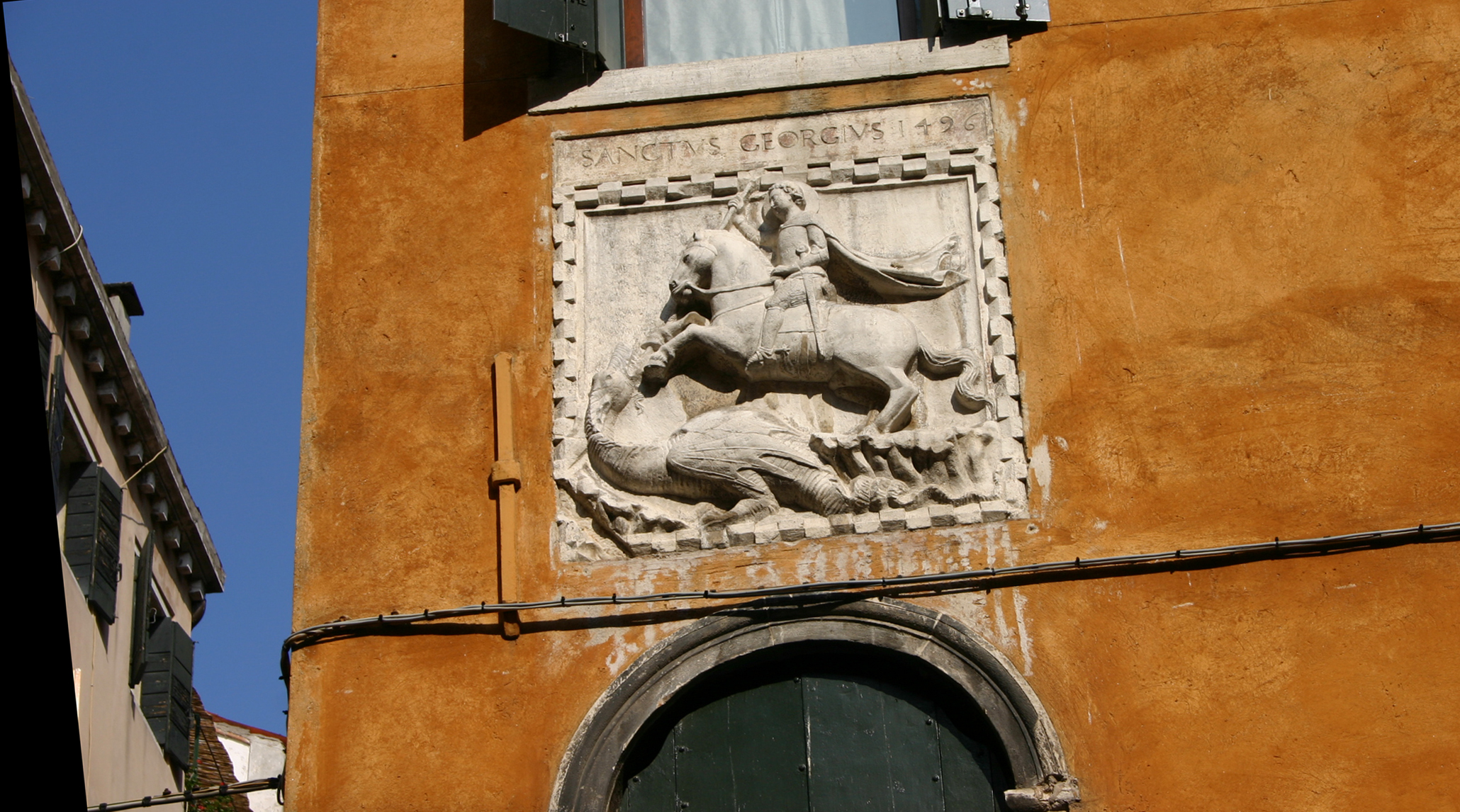
Relieve de San Jorge en San Zulian

En el campo de San Zulian puede verse un relieve de 1496 que representa a San Jorge atacando al dragón.